# Jan-Krzysztof Duda
Jan-Krzysztof Duda (polská výslovnost: ['jan ˌkʂɨʂtɔf ˈduda]; narozen 26. dubna 1998) je polský šachový velmistr. Byl zázračným dítětem, velmistrovského titulu dosáhl v roce 2013 ve věku 15 let a 21 dní. Duda vyhrál mistrovství Polska v roce 2018 a Světový pohár FIDE v roce 2021, čímž získal právo účastnit se turnaje kandidátů plánovaného na rok 2022. Za své šachové úspěchy byl vyznamenán zlatým záslužným křížem.